# Stipa pelliotii
Stipa pelliotii är en gräsart som beskrevs av Paul Auguste Danguy. Stipa pelliotii ingår i släktet fjädergrässläktet, och familjen gräs. Inga underarter finns listade i Catalogue of Life.